# Chris Sanders
Christopher Michael "Chris" Sanders (nascido em 12 de Março de 1962) é um diretor de animação, ilustrador e dublador americano, mais conhecido por co-escrever e dirigir a animação da Disney, Lilo & Stitch (2002) e Como Treinar o Seu Dragão (2010) da DreamWorks, e ser a voz de Stitch (um personagem que Sanders criou) e em quase todas as obras relacionadas com a franquia. Depois de deixar a Walt Disney Animation Studios, Sanders foi trabalhar para a DreamWorks Animation, onde co-escreveu e dirigiu o aclamado Como Treinar o Seu Dragão  e Os Croods . Em 2024, foi lançado o seu projeto mais recente, Robot Selvagem, um sucesso crítico e comercial.

## Primeiros anos
Sanders nasceu na Colorado Springs, Colorado. Ele foi para Arvada High School, em Arvada, Colorado. Em 1984 ele se graduou na California Institute of the Arts.

## Carreira
Sanders começou sua carreira como designer de personagens para o Muppet Babies. Ele também serviu como um artista de storyboard, diretor de arte, cenógrafo e designer de personagens em A Bela e a Fera, Aladdin, O Rei Leão e Mulan.
Em 16 de dezembro de 2006, vários sites de fãs de animação, incluindo AnimatedNews.com relatou que Sanders tinha deixado de ser diretor da nova animação da Disney, American Dog. Em uma entrevista com John Lasseter no New York Times mais tarde, ele revelou que Chris Sanders estava negociando a sua saída da Disney. Após a partida de Sanders da Disney, a direção do filme foi entregue a Chris Williams e Byron Howard, e o filme foi renomeado Bolt. Apesar de sua saída da Disney, Sanders continua a ser a voz oficial de Stitch (uma grande exceção foi a série animada Stitch!, onde o personagem é dublado por Ben Diskin), reprisando seu papel como Stitch na versão em inglês do jogo Kingdom Hearts: Birth by Sleep, e reprisou seu papel como Stitch novamente no Kinect: Disneyland Adventures e Disney Infinity 2.0: Marvel Super Heroes.

### DreamWorks Animation
Em Março de 2007, a Variety informou que Chris Sanders tinha ido para a DreamWorks Animation e tornou-se diretor em Crood Awakening (mais tarde renomeado The Croods), um projeto anteriormente, em co-produção com a Aardman Animations antes de sua saída DreamWorks. Na época, Chris tinha falado sobre o filme: "eu estava tão ansioso para começar a trabalhar nas coisas, e então eu falei para um monte de gente... Eu gosto da maneira como a DreamWorks olha a animação. Animação ainda tem um monte de lugares diferentes para ir, e eu não quero perder a oportunidade de experimentar algumas coisas novas com ele."
Em 24 de setembro de 2008, foi relatado que Sanders e co-diretor e co-escritor de Lilo & Stitch,  Dean DeBlois, poderia escrever e dirigir Como Treinar o Seu Dragão para a DreamWorks. O filme foi lançado em 26 de Março de 2010 e bem recebido pela crítica. Como Treinar Seu Dragão arrecadou cerca de US $500 milhões em todo o mundo. Ele foi nomeado para o Oscar de Melhor Animação e melhor trilha sonora Original no 83º Oscar. O filme também ganhou dez Annie Awards, incluindo melhor longa Animado.
Depois de concluir Como Treinar o Seu Dragão, Chris voltou para Os Croods, que foi lançado em 22 de Março de 2013. Sanders compartilhada os créditos da direção e roteiro com Kirk DeMicco, que havia entrado no meio da produção. O filme foi um sucesso, arrecadando mais de us $500 milhões. Sanders e DeMicco estavam trabalhando na sequência de Os Croods, antes de seu cancelamento no final de 2016.
Sanders também desenhou o popular webcomic, «Kiskaloo». kiskaloo.com.

## Vida pessoal
Sanders é casado com Jessica Steele-Sanders. Juntos, eles escreveram um romance ilustrado, com o título  Rescue Sirens: The Search for the Atavist (2015).